# HAT-P-28
HAT-P-28 är en dubbelstjärna belägen i den mellersta delen av stjärnbilden Andromeda. Den har en skenbar magnitud av ca 13,03 och kräver ett kraftfullt teleskop för att kunna observeras. Baserat på parallax enligt Gaia Data Release 3 på ca 2,473 mas beräknas den befinna sig på ett avstånd av ca 1 319 ljusår (ca 404 parsec) från solen. Den rör sig bort från solen med en heliocentrisk radialhastighet av ca 48 km/s.

## Egenskaper
Primärstjärnan HAT-P-28 A är en gul till vit stjärna i huvudserien av spektralklass G3. Den har en massa av ca 1,02 solmassa, en radie av ca 1,10 solradie och utsänder energi från dess fotosfär motsvarande ca 1,13 gånger solen vid en effektiv temperatur av ca 5 700 K. Stjärnan är något anrikad på tunga element och har en järnkoncentration på 130 procent jämfört med solen. Evolutionär modellering visar att den befinner sig precis i slutet av dess tid i huvudserien. Dubbelstjärnan misstänks vara omgiven av en stoftskiva med en radie på 6,1 bågsekunder (2500 AE).
Den röda dvärgstjärnan som är stjärnans följeslagare upptäcktes 2015 med en beräknad separation av 0,972 bågsekund och bekräftades 2016 vara antingen bunden eller i rörelse.

## Planetsystem
År 2010 upptäcktes en exoplanet av typen het Jupiter, HAT-P-28b i en nästan cirkulär bana. Dess jämviktstemperatur är 1 384 ± 52 K. Ingen omloppsförsvagning upptäcktes vid mätning år 2018, trots planetens närhet till värdstjärnan.
| Planet | Massa            | Halv storaxel (AE) | Siderisk omloppstid (d) | Excentricitet | Inklination | Radie                 |
| ------ | ---------------- | ------------------ | ----------------------- | ------------- | ----------- | --------------------- |
| b      | 0,626 ± 0,037 MJ | 0,0434 ± 0,0007    | 3,257215 ± 0,000007     | 0,051 ± 0,033 | 88,0 ± 0,9° | 1,190 +0,102−0,075 RJ |